# Ignaz Günther
Ignaz Günther (také Franz Ignaz Günther/Ginter/Günder) (1725 Altmonstein, 1775 Mnichov) byl německý sochař,  řezbář a modelér figurálního porcelánu pozdního baroka a rokoka, přední osobnost bavorského sochařství své doby. 

## Život
Specializoval se na řezbářskou výzdobu katolických kostelů, navrhoval také oltářní architekturu. Vyučil se u otce, truhláře a řezbáře Johanna Georga Günthera a v letech 1743–1750 u Johanna Baptisty Strauba, dvorního sochaře bavorského kurfiřta v Mnichově. 
V letech 1751-1753 podnikl cestu přes Mannheim, kde se zastavil u sochaře Paula Egella, dále přes Salzburg a severní Moravu dorazil do Vídně, kde vstoupil na jeden rok na Akademii umění k sochaři a medailérovi Matthiasovi Donnerovi (bratrovi slavnějšího Georga Raphaela) a k Balthasaru Ferdinandu Mollovi. 
V roce 1752 se objevil v Olomouci, odkud cestoval na pozvání Jana Ludvíka ze Žerotína-Lilgenau do Kopřivné. Po pobytu na severní Moravě se roku 1757 usadil v Mnichově., kde vytvořil oltáře do několika kostelů.
V letech 1761/1762 vytvořil své nejvýznamnější chrámové vybavení v bavorském Rott am Inn. Roku 1771 dodával modely pro figurální porcelán do porcelánky Nymphenburg. Své sochy buď štafíroval pestrobarevnou polychromií, nebo bílým lakem napodoboval mramor.    

## Dílo (výběr)

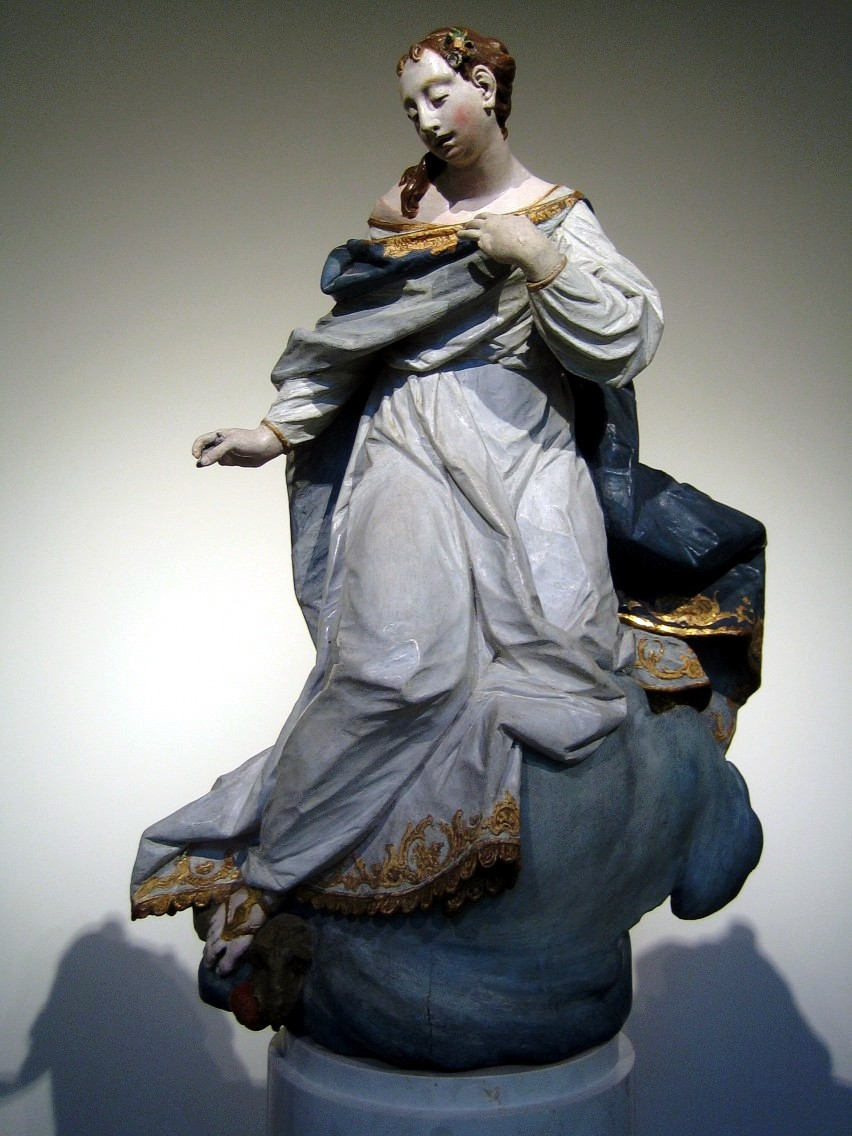
Panna Marie Immaculata, Bodemuseum Berlín

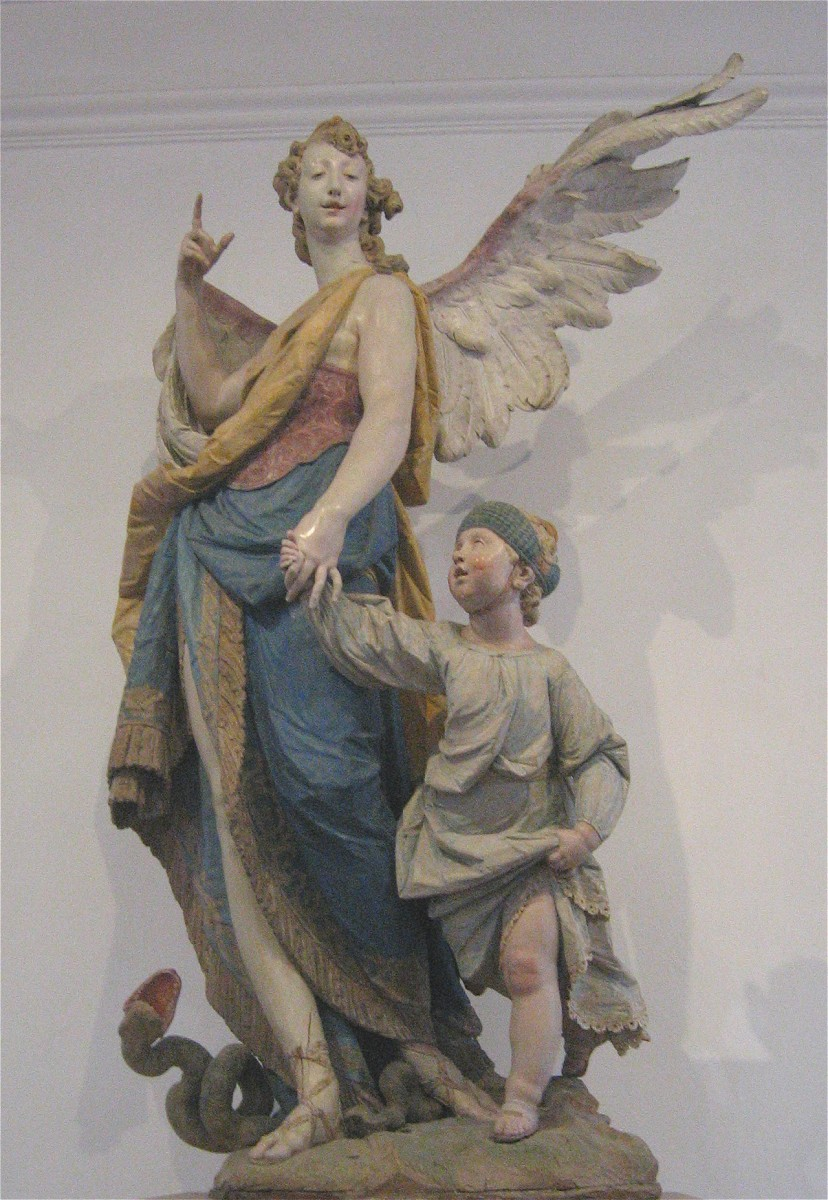
Anděl strážce vede chlapce, Měšťanský sál, Mnichov

- před 1748 socha Panny Marie s Ježíškem trůnící na Karmelu se sv. Šimonem Štokem, karmelitánský kostel, Reisach am Inn
- 1751-1753, kostel Nejsvětější Trojice v Kopřivné u Šumperka:vytvořil sochy sv. Petra a Pavla po stranách hlavního oltáře, sochy andělů nesoucích iluzivní architekturu hlavního oltáře s obrazem, kazatelnu se sochami emblémů 4 evangelistů a 3 křesťanských ctností, dvojici zpovědnic a varhanní skříň; do téhož chrámu navrhl také monstranci s figurkou Panny Marie Immaculaty na dříku, kterou provedl zlatník Jan Šimon Forstner; vše na objednávku majitele panství a patrona chrámu, hraběte Jana Ludvíka ze Žerotína-Lilgenau
- 1761-1762 - dodal své nejvýznamnější chrámové vybavení (hlavní a postranní oltáře, sochy Nejsv. Trojice, sv. Kunhuty a sv. Jindřicha, sv. Korbiniána a sv. Oldřicha, kazatelnu a zpovědnice do klášterního kostela benediktinů Sv. Marina a sv. Aniana v hornobavorském městečku Rott am Inn
- vybavení dómu ve Freisingu
- šest portálů a vybavení Frauenkirche v Mnichově
- sochy v Měšťanském sále v Mnichově